# 아사카야마역
아사카야마역(일본어: 淺香山駅, あさかやまえき)은 일본 오사카부 사카이시 사카이구에 있는 난카이 전기철도 고야 선의 역이다. 역 번호는 NK55이다.

## 역 구조
상대식 승강장 2면 2선의 교상역이다. 역 입구는 플랫폼에서 보이는 곳이 고야산 쪽에 있다. 승강장 유효 길이는 6량이다. 개찰구는 1곳으로, 무인역사로 창구는 봉쇄되어 있다. 엘리베이터는 상하행 승강장에 설치되어 있고 다목적 화장실이 있다.

### 승강장
| 번호 | 노선    | 방향 | 행선        |
| ---- | ------- | ---- | ----------- |
| 1    | 고야 선 | 하행 | 고야산 방면 |
| 2    | 고야 선 | 상행 | 난바 방면   |

## 역 주변
- 간사이 대학 사카이 캠퍼스(구, 사카이 시립 상업 고등학교・사카이 시립 제2 상업 고등학교 부지)
- 사카이 여자 단기 대학・가오리가오카 리베르테 고등학교・사카이 리버럴 중학교
- 아사카야마 정수장(진달래속의 통행에서 유명)
- 아사카야마 병원
- 사카이 시립 아사카야마 중학교
- 사카이 시립 아사카야마 초등학교
- 사카이 가오리가오카 우체국

## 역사
- 1915년 6월 22일: 오사카 고야 철도의 아비코마에 ~ 사카이히가시 사이에 역 신설. 섬식 승강장 1면 2선의 지상역이었다.
- 1922년 9월 6일: 회사 합병으로 난카이 철도의 역이 됨.
- 1944년 6월 1일: 회사 합병으로 긴키 닛폰 철도의 역이 됨.
- 1947년 6월 1일: 노선 양도로 인한 난카이 전기철도의 역이 됨.
- 1974년 7월: 교상역사 완성.
- 2011년: 배리어 프리화 공사에 따라 엘리베이터와 다기능 화장실 설치, 플랫폼 인상, 여객 사인류 갱신.
- 2013년 4월 1일: 역 계원 무인화 개시.

## 인접역
| 난카이 전기철도 고야 선   | 난카이 전기철도 고야 선 | 난카이 전기철도 고야 선             |
| ------------------------- | ----------------------- | ----------------------------------- |
| NK54 아비코마에 난바 방면 | ■ 각역정차              | 사카이히가시 NK56 고쿠라쿠바시 방면 |